# Juan Silvestro
Juan Francisco Silvestro (Santa Fe, Argentina; 1 de febrero de 1997) es un futbolista argentino. Juega como marcador central, aunque también puede desempeñarse como lateral por derecha, y su primer equipo fue Atlético Paraná. Actualmente se encuentra sin club.

## Trayectoria
Nacido en Santa Fe, Juan Silvestro se formó en las divisiones inferiores de Unión y llegó a integrar el equipo de Liga Santafesina. Sin embargo, nunca fue tenido en cuenta para el plantel profesional y cuando estaba en edad de firmar su primer contrato, el club decidió dejarlo en libertad de acción.
Ya con el pase en su poder, a mediados de 2018 se incorporó a Atlético Paraná, donde hizo su debut como profesional jugando el Torneo Federal A.

## Clubes
| Club            | País      | Año       |
| --------------- | --------- | --------- |
| Atlético Paraná | Argentina | 2018-2019 |

### Estadísticas
- Actualizado al 30 de junio de 2019

| Club                      | Div.                | Temporada           | Liga | Liga | Copa Nacional | Copa Nacional | Copa Internacional | Copa Internacional | Total | Total |
| Club                      | Div.                | Temporada           | PJ   | G    | PJ            | G             | PJ                 | G                  | PJ    | G     |
| ------------------------- | ------------------- | ------------------- | ---- | ---- | ------------- | ------------- | ------------------ | ------------------ | ----- | ----- |
| Atlético Paraná Argentina |                     |                     |      |      |               |               |                    |                    |       |       |
| 3.ª                       | 2018/19             | 9                   | 2    | 1    | 0             | -             | -                  | 10                 | 2     |       |
| Total                     | Total               | 9                   | 2    | 1    | 0             | -             | -                  | 10                 | 2     |       |
| Total en su carrera       | Total en su carrera | Total en su carrera | 9    | 2    | 1             | 0             | -                  | -                  | 10    | 2     |